# آریجاک
آریجاک {{ترکی|Arıcak) (به کردی: Mîrvan) (به ارمنی: Միրավան) یک منطقهٔ مسکونی و شهرستان در ترکیه است که در استان الازیغ واقع شده‌است.